# Philotheos Bryennios

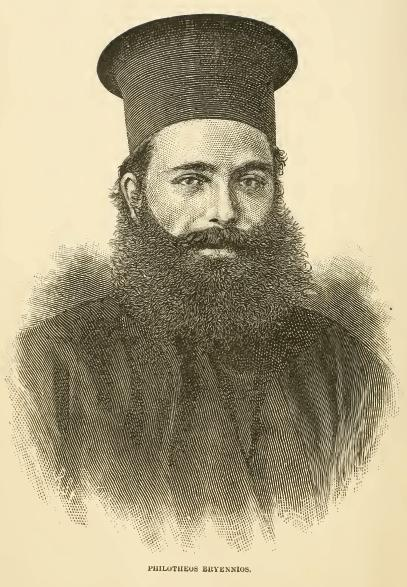
Philotheos Bryennios um 1885

Philotheos Bryennios (griechisch Φιλόθεος Βρυέννιος, weltlicher Name Theodoros, griechisch Θεόδωρος; * 26. Märzjul. / 7. April 1833greg. in Istanbul; † 5. Novemberjul. / 18. November 1917greg. ebenda) war ein orthodoxer Geistlicher, Theologe und Metropolit von Nikomedia. Er entdeckte eine Handschrift der verloren geglaubten Didache.

## Leben
Philotheos Bryennios begann seine Studien 1856 am Seminar von Chalki und führte sie dann an den Universitäten von Leipzig, Berlin und München fort. Im Jahr 1861 wurde er Professor für Kirchengeschichte und Exegese am Seminar von Chalki und 1863 dessen Leiter. Im Jahre 1873 wurde er zum Leiter der Großen Schule im Phanar berufen. 1875 entsandte ihn der Heilige Synod des Patriarchats von Konstantinopel zu der von Ignaz von Döllinger initiierten Unionskonferenz nach Bonn, wo ihn ein Brief des Patriarchats erreichte, mit dem er zum Metropoliten von Serre in Makedonien berufen wurde. 1877 wurde er Metropolit von Nikomedia und war 1880 Mitglied einer Kommission, die Plünderungen orthodoxer Klöster in Moldawien und der Walachei untersuchte. 1882 schrieb er im Auftrag des Patriarchen von Konstantinopel Joachim III. eine Antwort auf die Enzyklika Grande munus über die Slawenapostel Kyrill und Method von Papst Leo XIII.
Philotheos Bryennios starb am 5. Novemberjul. / 18. November 1917greg. in seiner Geburtsstadt und wurde auf dem Gelände der von ihm geleiteten Schule bestattet.

## Leistungen
Seine bedeutendste Leistung liegt in der Entdeckung des Codex Hierosolymitanus, den er 1873 in der Bibliothek des Klosters vom Heiligen Grab in Konstantinopel fand. Darin befindet sich eine Abschrift der Didache, einer frühchristlichen Schrift, die jahrhundertelang als verloren galt. Ebenso veröffentlichte er aus derselben Handschrift die ersten vollständigen Texte der Clemensbriefe.